# Bitka na Čegru (film)
Bitka na Čegru je srpski film koji predstavlja jedinstveni pokušaj da se dokumentarno-igranim pristupom predstave poznati istorijski događaji iz Prvog srpskog ustanka, kao i okolnosti koje su dovele do poraza srpskih ustanika u pokušaju da 1809. godine oslobode Niš, jedno od jačih turskih uporišta na Balkanu.

## Sadržaj
Film Bitka na Čegru predstavlja jedinstveni pokušaj da se dokumentarno-igranim pristupom predstave poznati istorijski događaji iz Prvog srpskog ustanka, kao i okolnosti koje su dovele do poraza srpskih ustanika u pokušaju da 1809. godine oslobode Niš, jedno od jačih turskih uporišta na Balkanu.
Tematski, film čini uporedni razvoj istorijskih dešavanja, baziranih pretežno na oskudnim hronikama i jedne nesvakidašnje ljubavne priče, koja je deo narodnog predanja i lokalne legende. Ljubavni siže svojom tragikom prati istorijski usud na Čegru, ali istovremeno, simboličnim uvođenjem pojma „potkovice“, daje nadu da tragedija nije konačna.  Strukturno, film je organizovan kao dinamičan skup narativnih i igrano-dramskih celina, a česta kontrapunktiranja naglašavaju brojne protivurečnosti i velika iskušenja kojima su odolevali srpski narod i vojska.
Film „Bitka na Čegru“ osvetljava „kameničku katastrofu“ iz jednog nesvakidašnjeg ugla, trudeći se da izbegne stereotipe i neistorijske spekulacije, a da ne izostavi ni jedan detalj od značaja za tok togađaja i sam ishod bitke na Kamenici. Jedna od intencija filma jeste da kritikuje pojavu srpske nesloge, koja je glavni uzrok sloma srpskih snaga i pogibije hrabrih Resavaca i istovremeno opšte mesto ukupne srpske istorije.

## Uloge
| Glumac                | Uloga                      |
| --------------------- | -------------------------- |
| Ivan Vučković         | Vojvoda Sinđelić           |
| Mladen Milić          | Kapetan Slavujević         |
| Bratislava Milić      | Jelena, Slavujevićeva žena |
| Aleksandar Marinković | Vojvoda Miloje             |
| Aleksandar Krstić     | Vojvoda Ilija              |
| Nebojša Milosavljević | Vojvoda Paulj              |
| Zdravko Maletić       | Vojvoda Dobrnjac           |
| Predrag Grbić         | Hajduk Veljko              |
| Dejan Cicmilović      | Huršid Paša                |
| Toma Bibić            | Dibaše                     |
| Radomir Jovanović     | Domaćin                    |
| Dragan Ivanović       | Milojeva straža            |
| Vladimir Joksimović   | Milojeva straža            |
| Anđelina Nikolić      | Beba                       |
| Andrej Anđelković     | Sinđelićev sin             |
| Julija Banković       | Sinđelićeva žena           |

## Izvršna produkcija
NGTim

## Spoljašnje veze
- Bitka na Čegru Архивирано на веб-сајту  (4. јул 2012)